# Хайнрих XVIII (Ройс-Гера)
Хайнрих XVIII Ройс-Гера (на немски: Heinrich XVIII Graf Reuss zu Gera; * 21 март 1677 в Гера; † 25 ноември 1735 в Гера) от „младата линия“ на род Ройс е граф на Ройс-Гера и господар на Плауен-Гера (1686 – 1735) в Тюрингия.
Той е големият син на граф Хайнрих IV Ройс-Гера (1650 – 1686) и съпругата му принцеса Анна Доротея фон Шварцбург-Зондерсхаузен (1645 – 1716), дъщеря на принц Антон Гюнтер I фон Шварцбург-Зондерхаузен (1620 – 1666) и пфалцграфиня Мария Магдалена фон Пфалц-Цвайбрюкен-Биркенфелд (1622 – 1689).
Хайнрих XVIII Ройс-Гера умира неженен на 58 години на 25 ноември 1735 г. в Гера и е погребан там. Наследен е от по-малкия му брат Хайнрих XXV Ройс-Гера (1681 – 1748).